# NGC 1647
NGC 1647 je otevřená hvězdokupa v souhvězdí Býka s magnitudou 6,4. Od Země je vzdálená přibližně 1 760 světelných let.

## Pozorování

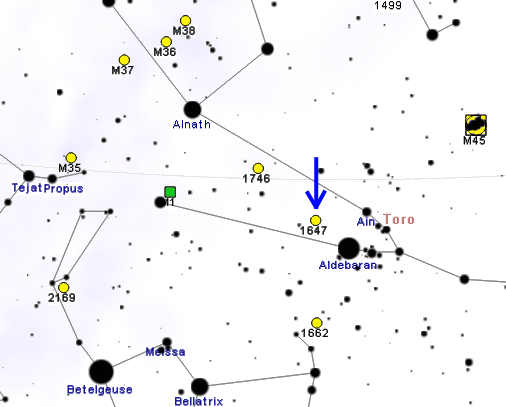
Poloha NGC 1647 v souhvězdí Býka

NGC 1647 je na obloze snadno vyhledatelná, protože leží východně od jasné hvězdokupy Hyády a 3,5° severovýchodně od jasné hvězdy Aldebaran. Hvězdokupa je viditelná i triedrem, ve kterém vypadá jako nepravidelná skvrna nebo jako slabá záře, ve které lze zahlédnout několik malých hvězdiček. Dalekohled o průměru 80 mm již ukáže asi dvacítku bíložlutých hvězd. Hvězdokupu zdánlivě protíná nesouvislý řetízek jasnějších hvězd, který přes ni prochází od severozápadu na jihovýchod. Dalekohledy o průměru 150 mm ve hvězdokupě ukážou mnoho desítek hvězd až do 13. magnitudy, které jsou často sdružené do dvojic či čtveřic.
Nejvhodnějším obdobím pro pozorování hvězdokupy je na obou polokoulích od listopadu do dubna, ale pozorovatelé na severní polokouli jsou poněkud zvýhodněni a několik stupňů severně od severního polárního kruhu je hvězdokupa cirkumpolární. Na jižní polokouli je viditelná ze všech obydlených oblastí.

## Historie pozorování
Tuto hvězdokupu poprvé pozoroval William Herschel 15. února 1784 pomocí zrcadlového dalekohledu o průměru 18,7 palce (475 mm). Jeho syn John Herschel ji později znovu pozoroval a zařadil ji do svého katalogu mlhovin a hvězdokup General Catalogue of Nebulae and Clusters pod číslem 896.

## Vlastnosti
NGC 1647 se nachází ve stejném spirálním rameni Mléčné dráhy jako Slunce, tedy v rameni Orionu, ale Slunce leží na jeho vnitřním okraji vzhledem ke galaktickému jádru, kdežto NGC 1647 leží na jejím vnějším okraji ve vzdálenosti 1 760 světelných let od Slunce. Mezi Sluncem a hvězdokupou leží molekulární mračno v Býku, což je rozsáhlá soustava temných mlhovin, jejíž výběžky hvězdokupu při pohledu ze Země zakrývají. Hvězdokupa obsahuje několik stovek hvězd (katalog Diase a kol. uvádí 656 členů), z nichž asi třicet je 11. hvězdné velikosti nebo jasnější.
Hvězdokupa má úhlovou velikost 40′.
Mnoho členů hvězdokupy je rozptýlených daleko od jejího jádra a tvoří tak kolem ní jakousi korunu. Mezi těmito hvězdami je i SZ Tauri, což je cefeida s periodou 3,15 dne.
Další hvězdou hodnou pozornosti je dvojhvězda tvořená dvěma červenými trpaslíky, jejichž hmotnosti se odhadují na 0,45 a 0,19 hmotnosti Slunce. Na rozdíl od jiných podobných soustav mají tito červení trpaslíci navzájem výrazně rozdílnou hmotnost, což s sebou přináší příležitost k ověření modelů vývoje hvězd v takových soustavách.